# Cervalces scotti
A Cervalces scotti az emlősök (Mammalia) osztályának párosujjú patások (Artiodactyla) rendjébe, ezen belül a szarvasfélék (Cervidae) családjába és az őzformák (Capreolinae) alcsaládjába tartozó fosszilis faj.

## Tudnivalók

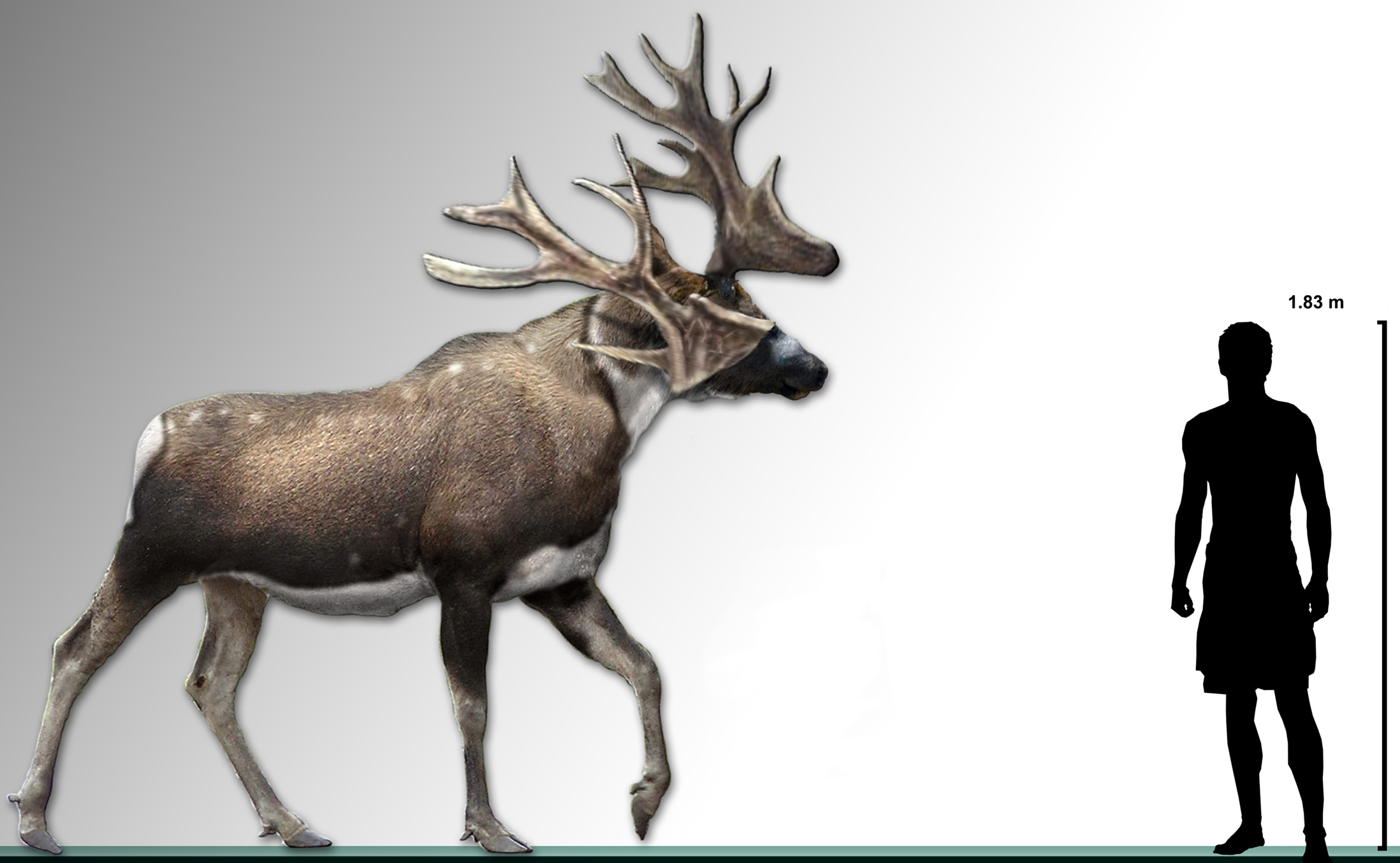
A Cervalces scotti és az ember méretének összehasonlítása

A Cervalces scotti a pleisztocén kor észak-amerikai hatalmas testű, jávorszarvasszerű állata volt. Kissé nagyobb volt, mint a jávorszarvas. Körülbelül 2,5 méter marmagasságú és 708,5 kilogramm testtömegű lehetett. Vapitiszerű fej, hosszú láb és nagy, lapátos agancs jellemezte a Cervalcest, amely 11500 éve halt ki, az utolsó jégkorszak végén, amikor Észak-Amerikában számos nagy testű emlős eltűnt a Föld színéről.
Az első Cervalces scotti maradványt 1805-ben, William Clark fedezte fel, a Kentucky állambeli Big Bone Lick State Parkban. Egy teljesebb csontvázra William Barryman Scott bukkant 1885-ben, New Jersey államban.
Az állat a mocsaras területeket kedvelte. Elterjedési területe Dél-Kanadától Arkansasig észak–déli irányban és Iowától New Jersey-ig nyugat–keleti irányban terjedt. Ahogy a gleccserek visszahúzódni kezdtek, a jávorszarvasok a Bering-földhídon keresztül, Ázsiából Észak-Amerikába vándoroltak; valószínűleg a Cervalces kihalásához is hozzá járultak, mivel a táplálékért, területért vetekedtek vele. Egyesek szerint az újonnan megérkezett emberek irtották ki az állatot sok más amerikai megafaunával együtt, míg mások szerint a hirtelen kihalás a betegségeknek köszönhető, amelyeket az emberek hoztak a kontinensre, kisebb testű házi emlőseik segítségével.

## Fordítás
- Ez a szócikk részben vagy egészben  a   Stag-moose című angol Wikipédia-szócikk ezen változatának fordításán alapul.  Az eredeti cikk szerkesztőit annak laptörténete sorolja fel. Ez a jelzés csupán a megfogalmazás eredetét és a szerzői jogokat jelzi, nem szolgál a cikkben szereplő információk forrásmegjelöléseként.